# Juta torebkowa
Juta torebkowa, juta biała, jarzychna torebkowata, korchorus torebkowy (Corchorus capsularis) – gatunek rocznej rośliny z rodziny ślazowatych (dawniej z lipowatych). Pochodzi z Indii lub Chin, szeroko rozprzestrzeniona w tropikach jako gatunek uprawny i dziczejący. Roślina dorasta do 3 m wysokości. Liście podłużnie wąskojajowate i ząbkowane. Kwiaty ciemne, z pięcioma płatkami umiejscowione są pojedynczo w kątach liści. Owocem jest okrągława torebka.

## Zastosowanie
Roślina włóknodajna – wykorzystywana do produkcji włókna jutowego i jako warzywna. Włókna w kolorze białym używane są przy wyrobie tkanin opakunkowych (na worki), tkanin tapicerskich, na dywany, chodniczki. Jest też wykorzystywana jako domieszka do innych włókien.